# Estadi Zhengzhou Hanghai
L'Estadi Zhengzhou Hanghai (en xinès simplificat: 郑州航海体育场) és un estadi multiusos situat a la ciutat de Zhengzhou, província de Henan, Xina. L'estadi fou inaugurat el 2002 i té capacitat per 29.000 espectadors. Hi juga com a local el club Henan Jianye, que actualment disputa la Superlliga xinesa.